# Ephemerellina
Ephemerellina is een geslacht van haften (Ephemeroptera) uit de familie Teloganodidae.

## Soorten
Het geslacht Ephemerellina omvat de volgende soorten:
- Ephemerellina barnardi